# Drept roman
Dreptul roman a fost sistemul de legi al romanilor, de la Regatul Roman și Republica Romană, până la Imperiul Roman, inclusiv Imperiul Roman de Răsărit. 
Juristul era figura centrală în dreptul roman. El răspundea (lat. responsa) întrebărilor legate de procedură și legislație ale magistraților și judecătorilor (care de obicei nu erau experți în drept) și asista părțile implicate într-un proces. Exemple de juriști sunt Quintus Mucius Scaevola Pontifex, Papinian, Domitius Ulpianus, Gaius Octavius Javolenus, Salvius Julianus și Gaius. Juriștii au scris extensiv pe subiecte de drept. 
În contrast, avocatul (lat. advocatus) era un orator, fără o pregătire specială în jurisprudență. Un exemplu este Cicero, care a popularizat întrebarea „Cui folosește?” (lat. Cui bono?) ca mod de a clarifica intereselor părților într-o dispută.
Romanii nu au făcut întotdeauna o distincție între normele morale sau religioase și normele juridice de drept formalizate în legi. De exemplu, Domitius Ulpianus a definit dreptul roman combinând două principii de etică (a trăi în mod onest și a nu vătăma pe nimeni) și unul de drept (a da fiecăruia ce i se cuvine):
„ Principiile dreptului sunt acestea: a trăi onest, a nu vătăma pe altul, a da fiecăruia ce i se cuvine.  ”
Jurisprudența definită în  Manualul lui Justinian combină elemente divine și umane: 
„ Jurisprudența este cunoașterea lucrurilor divine și umane, știința a ceea ce este drept și nedrept. ”

## Impact
Dreptul roman a fost foarte avansat pentru acele timpuri, dezvoltând, în secole, multe instituții legale care sunt astăzi garantate într-un stat de drept. Normele dreptului roman au reglementat procedura de soluționare a litigiilor dintre persoane, condiția juridică a persoanei, relațiile personale patrimoniale și multe altele.  
Două sisteme legale principale au evoluat din dreptul roman:
- Sisteme de drept bazate pe Codul Civil, introduse frecvent prin Codul Napoleonian, își au originea în dreptul roman, mai ales în tradiția dreptului roman din perioada imperială. Autoritatea legală rezidă exclusiv în adunarea legislativă națională. Judecătorii nu pot declara o lege nedreaptă, ei trebuie să o pună în aplicare. Exemple sunt sistemul legal al României și din majoritatea țărilor din Europa și America de Sud.

- Dreptul jurisprudențial (comun) (en. common-law) a fost la origine și el bazat pe dreptul roman, mai ales în tradiția jurisprudenței clasice. A dezvoltat o proprie tradiție în Anglia, de unde s-a extins în Regatul Unit (cu excepția  Scoției) și în coloniile britanice (de exemplu, Statele Unite ale Americii cu excepția statului Louisiana, Canada, Australia, etc.). Autoritatea legală rezidă parțial în judecători, care pot declara o lege nedreaptă printr-o opinie de jurisprudență. Aplicarea legii este suspendată până la soluționarea disputei de drept.

## Context
Normele juridice ale dreptul roman au evoluat odată cu viața socială, economică și politică, reflectând ponderea diferitelor categorii sociale în viața politică, natura relațiilor economice, sau modul de organizare constituțională.

### Patricieni și plebei
În perioada regatului și republicii romane romanii au fost împărțiți în două clase, formate din patricieni (din lat. patres, părinți, strămoși) și plebei. Inițial, patricieni erau membrii triburilor fondatoare și urmașii acestora, iar plebeii erau populațiile vecine supuse de către romani (care puteau fi de orice etnie, inclusiv latini), meșteșugarii și comercianții veniți la Roma. 

### Adunarea Generală și Senatul
Organizarea constituțională avea două foruri de decizie (Adunarea Generală și Senatul), ambele inițial controlate de patricienii. Un lung conflict între patricieni și plebei a inclus treptat pe plebei la guvernare (de exemplu, prin  tribuni). Cele trei triburi care, conform tradiției, au fondat Roma, erau inițial împărțite în 30 de curii (lat. curiae), împărțite la rândul lor în zece  ginți, care cuprindeau una sau mai multe familii patriarhale descinse dintr-un strămoș comun. Fiecare curie avea un vot în Adunarea Generală (lat. Comitia Curiata) , care alegea un rege (lat. rex) și care era conducătorul militar, religios și juridic. Un Senat, format prin fuziunea senatelor celor trei triburi, confirma hotărârile Adunării.   

## Perioada Republicii Romane
Legile celor XII table, promulgate în 449 î.Hr., funcționează asemenea primului cod de legi scrise din dreptul roman. 
În perioada republicană accentul dreptului roman a fost unul dedicat în special dreptului constituțional și dreptului penal. În special dreptul privat și dreptul procesual civil au fost mai puțin reprezentați în cadrul legislațiilor romane. O mare parte din modul de înțelegere și reglementare a normelor de drept privat au luat naștere nu din adoptarea de noi legi, ci prin interpretarea normelor deja existente de către magistrați sau juriști.

### Propunerea și votarea unei legi
O lege era propusă (lat. lex rogata) la inițiativa unui consul, pretor sau tribun asistat de juriști. Legea conținea un preambul circumstanțial (praescriptio), textul însuși (rogatio) și sancțiunile (sanctio), dacă ele sunt prevăzute.
Din punct de vedere al sancțiunilor, sunt patru categorii de legi: (1) legi care anulează actul ilegal și îi urmăresc pe contravenienți (legi mai mult decât de perfecte), (2) legi care anulează actul ilegal (legi perfecte), (3) legi care nu anulează actul ilegal, dar îl pedepsesc pe contravenient (legi mai puțin decât perfecte); și (4) legi (cele mai numeroase) care nu prevăd nici o sancțiune (legi imperfecte), legiuitorul nedorind să intre în conflict cu tradiția, căruia îi opune un nou principiu.
Legea era votată de Comitia Curiata și, începând din secolul al III-lea î.Hr., de comițiile tribute. Înainte de a fi pus la vot, proiectul de lege era afișat (promulgatio) cu trei zile de târg (nundine) înainte de ziua votului și putea fi discutat și modificat în cadrul reuniunilor publice (contiones). În cursul votului, de îndată ce se manifesta o majoritate favorabilă și nu exista o prevestire rea, legea era afișată în  Forum și intra în vigoare. 
Legea era supusă de asemenea aprobării Senatului dar, începând din 339 î.Hr., aprobarea a fost înlocuită de o autorizare prealabilă (auctoritas patrum). Deciziile adunărilor plebeilor (lat. plebiscit) nu trebuiau să obțină această autorizare, dar au fost începând din 286 î.Hr. asimilate și ele unor legi (de exemplu, lex Hortensia). 
Legea purta numele magistratului care a avut inițiativa ei, iar chestorii erau însărcinați să o păstreze în arhiva din tezaurul public (aerarium, în Templul lui Saturn). O lege nu avea efect retroactiv și, în principiu, nu putea fi abrogată. Totuși, o nouă lege putea anula sancțiunile prevăzută de o lege precedentă și, în anumite cazuri, Senatul putea declara nulă o lege votată într-o perioadă de tulburări sau scuti pe cineva de respectarea ei. 
O „lege dată” (lat. lex data) era diferită de o lege propusă. Ea era o cartă „dată” de un magistrat sau conducător militar unei provincii sau oraș.

### Procedura legală
Părțile implicate se prezentau în fața unui magistrat care, dacă nu putea să medieze o soluție de împăcare, numea un judecător (de obicei, o persoană fără o pregătire juridică specială). Judecătorul prezida procesul în care se prezenta evidența si se audiau martorii. Magistratul, judecătorul și părțile implicate în proces erau asistate de juriști.

### Contracte
Contractele (lat. stipulatio), de exemplu un împrumut, erau formalizate printr-un legământ solemn, cu folosirea unor fraze specifice într-o ordine fixată de lege. Inițial nu exista un document scris. Dreptul roman a definit de asemenea diferența dintre contract și prejudiciu (înainte, de exemplu în dreptul orașelor-stat din Grecia antică, violarea contractului era simplu un fel de prejudiciu).  

### Proprietate și delicte
Similar, cumpărarea unui teren, animal sau sclav (lat.  mancipatio) era valabilă numai în urma unui legământ solemn, în prezența unor martori. 
Rei vindicatio era aducerea în justiție a păgubitului într-un furt. 

### Statutul străinilor
De la origini, populația Romei, o comunitate inițial predominant agricolă așezată la un vad al Tibrului, era eterogenă etnic.  Toți latinii au primit cetățenia romană în 338 î.Hr., sabinii în 268 î.Hr., aliații din Italia (lat. socii italici) în 89 î.Hr., dar majoritatea locuitorilor în teritoriile administrate de romani în perioada republicană și imperială (înainte de 212 d.Hr.) nu erau cetățeni. Aceștia erau numiți „străini” (lat. peregrini) și aveau drepturi diferite, depinzând de locul nașterii (de exemplu, ius Latii preciza drepturile latinilor, etc.). Astfel, dreptul roman a dezvoltat conceptul de lege pentru cetățeni și lege pentru străini, care a evoluat în  Dreptului internațional privat.

## Perioada imperială
Împăratul se putea opune, în virtutea puterii sale  tribuniciare, oricăror proiecte cu care nu era de acord. Legile sunt pregătite în cancelariile imperiale și nu trebuie votate. Este perioada clasică a jurisprudenței (1-250 d.Hr.). Standardele legale s-au deteriorat însă parțial de la mijlocul sec. III, dată după care juriștii scad în importanță. Judecătorii devin profesioniști, avocații cresc în importanță, sunt școliți în drept și atașați unei curți de judecată. 

### Corpus Juris Civilis
Dreptul roman a avut o perioadă de renaștere în sec. V-VI. Împăratul  Iustinian a promulgat un cod de legi (lat. codex) și o culegere de comentarii și maxime legale (lat. Pandectae) selectate din lucrările unui număr restrâns de juriști. Ambele texte au primit putere de lege.
„ Frauda este pedepsită în toate cazurile.  ”
Cele cincizeci de cărți au fost terminate în 533. Acesta a fost cel mai copiat cod scris vreodată, aflându-se pe masa de studiu a studenților de la drept din țările ce foloseau Codul Civil până în secolul al XVI-lea.
Împăratul a cerut de asemenea producerea unui manual de drept din patru cărți, numit „Manualul lui Iustinian” (lat. Iustiniani Institutiones).

## Vedeți și
- Listă de legi romane